# McGurk Cabin
La McGurk Cabin est une cabane américaine située dans le comté de Mariposa, en Californie. Protégée au sein du parc national de Yosemite, elle est inscrite au Registre national des lieux historiques depuis le 4 juin 1979.